# Culex amazonensis
Culex amazonensis é um espécie de mosquito do Género Culex, pertencente à família Culicidae.